# Station Harborland
Station Harborland (ハーバーランド駅, Hābārando-eki) is een metrostation in de wijk Chūō-ku in de Japanse stad Kōbe. Het wordt aangedaan door de Kaigan-lijn. Het station heeft twee sporen, gelegen aan een enkel eilandperron. Het station is via wandelgangen verbonden met het station Kōbe Kōsoku, alsmede enkele winkelcentra.

## Treindienst

### Metro van Kobe
Het station heeft het nummer K04.
| 1 | ■ Kaigan-lijn | richting Sannomiya-Hanadokeimae    |
| 2 | ■ Kaigan-lijn | richting Wadamisaki en Shin-Nagata |

## Geschiedenis
Het station werd in 2001 geopend.

## Stationsomgeving
Ten oosten van het station bevindt zich het stadsvernieuwingsproject Harborland. Rondom het station zelf zijn er enkele ondergrondse winkelcentra. 
- Station Kōbe Kōsoku aan de Kobe Kosoku-lijn.
- Ondergronds:
  - Duo Kōbe (winkelcentrum)
  - Metro Kōbe (winkelcentrum)
- Harborland:
  - Kōbe Mosaic (multifunctioneel complex)
  - Harbor Walk (pier)
  - Ha・Re (winkelcentrum)
  - Kōbe Crystal Tower
  - Maritiem Museum Kobe
  - Hotel Crown Palace Kōbe
  - FamilyMart
  - Lawson
  - Sunkus
  - Kentucky Fried Chicken
  - Lotteria
- 7-Eleven
- Minatogawa-schrijn
- Centrale bibliotheek van Kōbe
- Universiteit van Kōbe (faculteit geneeskunde)

Sannomiya-Hanadokeimae · Kyūkyoryūchi-Daimarumae · Minato Motomachi · Harborland · Chūō-Ichibamae · Wadamisaki · Misaki-Kōen · Karumo · Komagabayashi · Shin-Nagata